# Sutra del Loto: X capitolo
Dopo aver predetto ai cinquemila śrāvaka (uditori) il raggiungimento della buddhità, il Buddha Śākyamuni si occupò degli ottomila bodhisattva e, rivolgendosi al bodhisattva Bhaiṣajyarāja (Re della Medicina) lo invitò a contemplare l'assemblea del Gṛdhrakūṭaparvata (Picco dell'avvoltoio) composta da nāga, yakṣa, gandharva, asura, garuḍa, kiṃnara, mahoraga, uomini e non uomini, bhikṣu e bhikṣuṇī, upāsaka e upāsikā, seguaci dello śrāvaka-yāna, seguaci del pratyekabuddha-yāna e seguaci del bodhisattva-yāna, e gli disse:
(Sutra del Loto, X)
E subito dopo lo Śākyamuni aggiunse:
(Sutra del Loto, X)
Il capitolo X prosegue con lo Śākyamuni che sostiene che anche una sola frase del Sutra del Loto comunicata segretamente ad una singola persona, renderebbe colui che la pronuncia un inviato del Buddha. Così chiunque ingiuriasse il Buddha compirebbe una colpa di gran lunga meno grave rispetto a chi dovesse ingiuriare coloro che leggono o recitano il  Sutra del Loto.
Il Sutra continua affermando che coloro che abbracciano il Sutra del Loto sono coloro che hanno per compassione rinunciato di nascere nella loro Pura Terra per giungere in questo mondo malvagio e qui predicare le dottrine del Sutra per il bene degli esseri senzienti.
Sempre rivolgendosi al bodisattva Bhaiṣajyarāja, lo Śākyamuni sostenne che delle decine di migliaia di milioni di sutra da lui predicati, il Sutra del Loto è il più difficile da comprendere e da credere ma racchiude il segreto tesoro dei Buddha. Coloro che dopo l'estinzione del Tathāgata si attiveranno per recitare, sostenere, copiare e diffondere questo sutra saranno protette dai Buddha che si trovano in altri luoghi. Inoltre, dove è il Sutra del Loto lì andrebbero eretti degli stupa maestosi perché anche se non contengono le reliquie (śarīrāḥ) del Buddha esse contengono l'intero corpo del Buddha.
Ci sono molti che seguono la via del bodhisattva ma che non accettano questo sutra, costoro, afferma il Buddha non possono divenire dei bodhisattva finché non lo accettano. Così come un uomo che cerca l'acqua in un deserto scavando dopo la sabbia inizia a trovare dell'umidità e poi del fango è certo che continuando questa attività giungerà prima o poi a trovare la fonte, così coloro che ascolteranno, studieranno e approfondiranno questo sutra alla fine giungeranno al "perfetto risveglio".
Infine l'ultima parte di questo capitolo esorta il seguace del Sutra del Loto ad entrare nella dimora del Buddha, ad indossarne il mantello, a sedersi sul seggio, predicandone nel mondo la dottrina senza alcun timore.
(Il Sutra del Loto. X)